# Инварианты Римана
Инварианты Римана — в газовой динамике — комбинированные параметры для некоторых частных течений газообразной среды. 
Получены как решения уравнений, моделирующих одномерное нестационарное течение невязкого нетеплопроводного газа.
{\displaystyle r_{1}=u+\int {\frac {c}{\rho }}d\rho ,}         {\displaystyle r_{2}=u-\int {\frac {c}{\rho }}d\rho ,}

где {\displaystyle u} — скорость течения, {\displaystyle c} — скорость звука, {\displaystyle {\rho }} — плотность
Для баротропного газа сохраняют постоянство вдоль характеристик, чем и объясняется их название.
Названы в честь выдающегося немецкого учёного-математика и механика Бернгарда Римана, впервые указавшего их в своей работе.